# Rhopalosyrphus ramulorum
Rhopalosyrphus ramulorum är en tvåvingeart som beskrevs av Robert E. Weems och Mark Deyrup 2003. Rhopalosyrphus ramulorum ingår i släktet Rhopalosyrphus och familjen blomflugor. Inga underarter finns listade i Catalogue of Life.